# 再生緣
《再生緣》，清朝言情小。女作家端生所著，寫了十七卷，未完成。
小說借用另一本清代彈詞小說《玉釧緣》的人物，寫他們在來世再續情緣的故事，故名之為《再生緣》。

## 內容
本書時代背景設在元朝，寫一才貎雙全年輕女子孟麗君，與少年英雄皇甫少華、國舅劉奎璧及好友蘇映雪之間的錯綜複雜的感情關係及家族之間的矛盾瓜葛。其間麗君為避奸人迫婚，被迫改扮男裝出走，豈料乘此性別身份，不但一舉考中科舉，還屢立奇功，官至丞相，猶勝男兒。期後更揭穿奸人陰謀，解救了皇甫一家。然而真實身份開始惹人懷疑，麗君不想回到傳統社會為女子設定的唯一歸宿，為此費盡心思。
故事間接歌頌了女性追求自由的思想，情節在當時來說是天馬行空，十分誇張，甚至是離經叛道，但小說在當時卻很受歡迎，可反映該書對舊社會女性被壓抑的控訴在讀者間得到共鳴。

## 文體
《再生緣》是彈詞小說，全書基本上七言排律寫成，間以說表。陳端生寫了十七卷，每卷約四萬字，是六十多萬字的長篇敘事詩。除了間或用三字句的補詞或連用兩個三字句來代替七言句外，通篇的平仄規律嚴謹工整，轉韻也很自然。而韻腳則用杭州方言押韻。

## 主要人物

### 孟氏一家
孟麗君：尚書之女，智若孔明，貌比西子。後易服男裝，改名酈君玉。前世是《玉釧緣》鄭如昭。
孟士元：孟麗君之父，官拜尚書。
孟夫人：孟麗君之母。
孟嘉齡：孟麗君之兄。
蘇映雪：乳母之女，與孟麗君情同姐妹，對皇甫少華一見傾心。後改名梁素華。前世是《玉釧緣》陳芳素。

### 皇甫家族
皇甫少華：都督之子，少年英雄，與孟麗君有婚約。前世是《玉釧緣》謝玉輝。
皇甫敬：皇甫少華之父，十三省都督。
尹夫人：皇甫少華之母。
皇甫長華：皇甫少華之姊。

### 劉府
劉奎璧：與皇甫少華爭娶孟麗君，身份為國舅。
劉捷：劉奎璧之父，為元戎侯爵。
劉燕珠：劉奎璧之姊，為昭陽皇后。
劉燕玉：劉奎璧之妹。前世是《玉釧緣》曹燕娘。

### 王室
元成宗：好色昏君。
太后

### 其它
康信仁：酈君玉義父。
孫氏：康信仁之妻。
熊浩：皇甫少華恩人，後與皇甫結拜為義兄。

## 創作過程
《再生緣》的每一卷的開始和結尾，作者都寫出了自己的身邊情況，故此可以窺見當中寫作過程和背景之一二。
陳端生最初在乾隆三十三年（1768年）寫《再生緣》，那年她才十八歲，當時她祖父陳句山在京城做官，父親陳玉敦也在京有差事，故全家都在住在北京外廊營。九月時，她的祖母以及伯父母等都回杭州老家去了，家中環境也相對安靜些，是寫作的好時機。她從那時開始動筆，寫至次年二月初五，完成了前三卷。
緊接著，從乾隆三十四年（1769年）二月初七開始，寫到農歷五月廿七日，僅三個餘月時間，又多寫了五卷至第八卷。
不久她父親要赴登州述職，她和母親妹妹跟隨著到了蓬萊市居住。蓬萊市風景優美，陳端生在那裡心情舒暢愜意，正值她創作高峯。中秋以後又在登州執筆，寫到快過新年又完成了第九至十四共六卷。
乾隆三十五年（1770年）初，她又續寫了兩個月，完成了十五、十六共兩卷。這時陳的母親汪氏病倒了，到秋初更不幸去世。這對作者是很大的打擊，母親其實就是她的第一知音。當時她那本在創作中的作品，讀者也只有母親和妹妹。母親死了，她的寫作動力也被打斷。
其後，她返回老家杭州居住，並在那裏結婚生子。而她的作品《再生緣》在淅江一帶廣泛流傳，深受歡迎，讀者眾多，很多人讀後紛紛催促陳端生繼續寫下去。
陳端生最終經不起讀者盛情，隔了多年後在乾隆四十九年（1784年）的早春，重拾筆桿。雖然她有完成該作品的宏願：「知音愛我休催促，在下閒時定續成。」然而她不再是對人生充滿美好幻想的少女，其時她已經三十四歲，是兩位孩子的母親，丈夫因罪被流放多年未見。久歷現實無情，陳端生的寫作速度已大不如前，花了差不多一年的光景，寫到「白雪菲菲將送臘，紅梅灼灼欲迎春」，才把第十七卷寫好。故事雖然尚未結束，但陳端生此後卻再也沒有續寫下去了，令人婉惜。

## 續本
和夫婦所續三卷，流傳較廣。另一位女作家侯芝又對二十卷進行修訂，改為八十回。

## 評價
《再生緣》因其宣揚的主旨與當時封建社會格格不入，加之彈詞體裁，在當時不被傳統文人重視。雖然該書在當時大受歡迎，但始終不能登大雅之堂，學術評價不高。正如郭沬若所說：「這的確是一部值得重視的文學遺產，而卻長久地被人遺忘了。不僅《再生緣》被人看成廢紙，作為蠹魚和老鼠的殖民地，連陳端生的存在也好像石沉大海一樣，跡近湮滅者已經一百多年。」
《再生緣》於近代重新被人重視，可說是始於陳寅恪於1953年9月至1954年2月撰寫的《論〈再生緣〉》的長文。陳寅恪稱讚作者「心中於吾國當日奉為金科玉律之君父夫三綱，皆欲藉此等描寫以摧破之也。端生此等自由及自尊即獨立之思想，在當日及其後百餘年間，俱足驚世駭俗，自為一般人所非議」又：「再生緣之文，質言之，乃一敘事言情七言排律之長篇巨製也。彈詞之作品頗多，鄙意再生緣之文最佳，微之所謂『鋪陳終始，排比聲韻』，『屬對律切』，實足當之無愧，而文詞累數十百萬言，則較『大或千言，次猶數百』者，更不可同年而語矣。」並說：「今寅恪殊不自量，奮其譾薄，特草此文，欲使《再生緣》再生」。郭沫若因惊于陳寅恪的评价之高而阅读《再生缘》，认为陈寅恪的评价是正确的，并且认为《再生缘》可与《红楼梦》并称“南缘北梦”。
至於坊間存在的續本，與原著均相去甚遠。比如梁德繩和許宗彥的三卷算是當中較佳者，也被評為狗尾續貂，將原來奇特獨立的史詩巨著變成了庸脂俗粉的鴛鴦蝴蝶夢。

## 
1954年，陳寅恪寫成《論〈再生緣〉》，油印稿由章士釗帶到香港，輾轉由香港友聯出版社出版，一時轟動海外，議論紛紜，引起北京方面的注意。有關方面與郭沫若、周揚、齊燕銘等人交換意見後，決定在大陸出版陳端生著和郭親自校訂的十七卷本《再生緣》，以回應海外議論。然而，由於這部乾隆年間的虛構作品語涉「征東」，在上世紀60年代初的特殊國際環境下，周恩來、康生出面中止了對《再生緣》的討論，陳著與郭氏校訂本也被擱置起來。胡喬木拜訪陳寅恪時，陳氏因言：「蓋棺有期，出版無日。」即指此事。

## 相關改編表演作品
很多人不知道《再生緣》，但《孟麗君》這個人物或劇目卻婦孺皆知，這是因為這部文學作品雖然遭到冷落，但根據小說情節改編的各種地方戲曲版本卻呈現出繁盛的局面，歷久不衰。其改編的表演形式種類繁多，有：評彈、木魚歌、潮州歌、鼓詞及各種地方劇種，如京劇、閩劇、揚劇、越劇、錫劇、滬劇、廬劇、川劇、漢調、黃梅劇均有《孟麗君》，粵劇則有《華麗緣》（因採用皇甫少華和孟麗君最終結合的結局而命名）等。
而近代電影、電視的出現，小說《再生緣》亦被多次改編推出，部份包括：
| 年份   | 類別         | 劇名                 | 演員 | 導演       | 製作公司     | 地區 |
| ------ | ------------ | -------------------- | --- | ---------- | ------------ | ---- |
| 1938年 | 電影         | 孟麗君               | 蘇州麗(孟麗君)、新馬師曾(皇帝)、梁若呆(蘇映雪父親)、梁淑卿(蘇映雪) | 洪仲豪     | 誠信貿易行   | 香港 |
| 1940年 | 電影         | 孟麗君               | 周璇(孟麗君)、 舒適(皇甫少華)、徐風(皇帝) | 張石川     | 國華影業公司 | 中國 |
| 1949年 | 電影         | 孟麗君               | 周坤玲(孟麗君)、薛覺先(天子) | 陳皮       | 金城影片公司 | 香港 |
| 1951年 | 粵劇         | 多情孟麗君           | 任劍輝(孟麗君)、白雪仙(蘇映雪)、石燕子(成宗)、黃超武(皇甫少華)、陳露華(長華) | 陳皮、珠璣 | 多寶映片公司 | 香港 |
| 1955年 | 粵劇         | 孟麗君與風流天子     | 新馬師曾、任劍輝、吳君麗、蘇少棠、余惠芬 | 馮志剛     | 東方影業公司 | 香港 |
| 1955年 | 電影         | 孟麗君               | 鷺紅(孟麗君)、白雲、凌波 | 趙樹燊     | 必達影業公司 | 香港 |
| 1958年 | 電影         | 風流天子與多情孟麗君 | 新馬師曾、芳艷芬、半日安、林家聲、蕭仲坤、張醒非、譚倩紅、甘露、馬笑英 | 龍圖       | 華興         | 香港 |
| 1963年 | 電影         | 孟麗君               | 李麗華(孟麗君)、嚴俊、楊群、錢蓉蓉 | 嚴俊       | 國泰         | 香港 |
| 1964年 | 潮劇         | 孟麗君               | 方巧玉(孟麗君)、陳楚蕙(元成宗)、張應炎(皇甫少華) | 李鐵       | 聯友製片公司 | 香港 |
| 1977年 | 電影         | 孟麗君               | 夏玲玲、尹寶蓮、李影 | 李鐵       | 興發影業公司 | 台灣 |
| 1980年 | 楊麗花歌仔戲 | 龍鳳再生緣           | 楊麗花（宋成宗）、小鳳仙（太后）、李如麟（皇甫少華）、許秀年（孟麗君）、青蓉（蘇映雪）、高玉珊（劉燕玉）、呂福祿（皇甫敬）、麗紅（皇甫夫人）、許仙姬（皇甫長華）、張文彬（孟士元）、吳梅芳（孟夫人）、林義雄（梁鑑）、文英（梁夫人）、尤添義（劉捷）、嚴屏（劉皇后）、洪秀玉（劉奎璧）、蔡富貴（權昌）、劉文雄（進喜）、易淑寬（榮蘭）、洪秀美（柳翠環）、馬瑜鴻（衛勇娥）、楊鳳玉（熊浩）、 |            | 臺視         | 台灣 |
| 1985年 | 葉青歌仔戲   | 孟麗君               | 葉青（孟麗君）、楊懷民（皇甫少華）、狄鶯（蘇映雪）、林夢梅（劉燕玉）、連明月（皇甫長華）、楊麗音（榮蘭）、方凱（劉奎壁）、許儷齡（元成宗）、孟士元（方龍）、孟夫人（柯佩吟）、蘇大娘（文英） | 石曜 齊    | 華視         | 台灣 |
| 1995年 | 葉青歌仔戲   | 皇甫少華與孟麗君     | 葉青(皇甫少華)、孫翠鳳(孟麗君)、楊懷民(成宗)、林美照(劉燕玉)、石惠君(蘇映雪) | 石文户     | 華視         | 台灣 |
| 2002年 | 電視劇       | 再生緣               | 葉璇(孟麗君)、林峯(皇甫少華)、馬德鐘(元成宗)、楊怡(蘇映雪)、胡杏兒(劉燕玉) | 蘇萬聰等   | 無線         | 香港 |
| 2006年 | 電視劇       | 再生緣之孟麗君傳     | 李冰冰(孟麗君)、黃海冰(皇甫少華)、孫興(劉捷)、陳龍(劉奎璧)、高鑫(皇帝)、 石筱群(蘇映雪)、王靈(劉燕玉)、孫寧(皇甫長華) | 李惠民     | 金奧尼       | 中國 |

## 外部連結
- 豆瓣电影上《再生緣》的資料 （简体中文）
- 《再生緣》網上閲讀 （页面存档备份，存于）